# Ван-Верт (Айова)
Ван-Верт (англ. Van Wert) — місто (англ. city) в США, в окрузі Декатур штату Айова. Населення — 178 осіб (2020).

## Географія
Ван-Верт розташований за координатами 40°52′15″ пн. ш. 93°47′32″ зх. д. / 40.87083° пн. ш. 93.79222° зх. д. (40.870742, -93.792178).  За даними Бюро перепису населення США в 2010 році місто мало площу 0,87 км², з яких 0,86 км² — суходіл та 0,01 км² — водойми.

## Демографія
Згідно з переписом 2010 року, у місті мешкало 230 осіб у 101 домогосподарстві у складі 73 родин. Густота населення становила 265 осіб/км².  Було 119 помешкань (137/км²).
Расовий склад населення:
| - 96,1 % — білих - 2,2 % — корінних американців |

До двох чи більше рас належало 1,7 %. Частка іспаномовних становила 1,3 % від усіх жителів.
За віковим діапазоном населення розподілялося таким чином: 20,9 % — особи молодші 18 років, 57,8 % — особи у віці 18—64 років, 21,3 % — особи у віці 65 років та старші. Медіана віку мешканця становила 48,0 року. На 100 осіб жіночої статі у місті припадало 85,5 чоловіків;  на 100 жінок у віці від 18 років та старших — 76,7 чоловіків також старших 18 років.
Середній дохід на одне домашнє господарство  становив 45 709 доларів США (медіана — 28 000), а середній дохід на одну сім'ю — 57 911 долар (медіана — 40 000). За межею бідності перебувало 16,3 % осіб, у тому числі 31,0 % дітей у віці до 18 років та 12,9 % осіб у віці 65 років та старших.
Цивільне працевлаштоване населення становило 91 осіб. Основні галузі зайнятості: мистецтво, розваги та відпочинок — 19,8 %, роздрібна торгівля — 17,6 %, освіта, охорона здоров'я та соціальна допомога — 17,6 %.